# Benaglio
I Benaglio furono un’importante famiglia nella storia medioevale lombarda, signori della Valle San Martino dal 1274 a al 1383; signoria guelfa schierata con la famiglia Della Torre durante le lotte tra questa e quella dei Visconti.

## Storia
Il più importante esponente fu Filippo Benaglio che nel 1283 conquistò Lecco. La residenza della famiglia fu spostata da questi al castello di Foppenico frazione di Calolziocorte.
Nei primi anni del XVI secolo il casato dei Benaglio è rappresentato nel Maggior Consiglio della città di Bergamo ed è annoverato tra le dieci più eminenti famiglie insieme ai Colleoni e agli Albani, abitavano infatti nelle più storiche vie cittadine: piazza Nuova poi Lorenzo Mascheroni, via Colleoni in prossimità del lavatoio pubblico, via del Vàgine e altre nelle vicinanze.
Un ramo di questa famiglia si trasferì nel XVI secolo a Milano, con Giovanni Pietro che fu questore straordinario per il re di Francia Luigi XII nel 1512; discende da questo ramo Giuseppe, regio sindaco fiscale dello stato di Milano all'inizio del XVIII secolo.
Importante testimonianza del blasone della famiglia è presente sul lato est di palazzo Benaglio presente in via Porta Dipinta di Bergamo, palazzo che ha subito nel tempo molte modifiche fino al XX secolo, ma che mostra a livello del piano nobile, una grande serliana completa di lesene che reggono la trabeazione mistilinea sormontata dal grande stemma della famiglia: due galletti affrontati su scaglione, decorati da una ghirlanda di fiori. La demolizione del palazzo a fianco per volere della famiglia Moroni per dar luce al palazzo di proprietà ha concesso una miglior visione di questo emblema.

## Stemma
Lo stemma della famiglia Benaglio è conservato nella metà sinistra nello stemma comunale di Calolziocorte, moderno capoluogo della Valle San Martino.